# Acte pour encourager la civilisation graduelle
L'Acte pour encourager la civilisation graduelle est une loi adoptée en 1857 à l'époque coloniale sous le régime de l'Acte d'Union qui vise à favoriser l'assimilation culturelle des peuples autochtones au sein de la majorité. Bien que cette loi n'est plus en vigueur en droit canadien, il s'agit de l'ancêtre législatif de la Loi sur les Indiens, laquelle a toujours force de loi.

## Contexte historique
À partir du XIXe siècle, l'expansion coloniale qui s'étend à l'extérieur des territoires seigneuriaux, la demande en richesses naturelles comme les produits de la forêt est en forte augmentation. En quelques années seulement, l'industrie forestière devient le centre névralgique du développement économique du Québec. Dès 1820, de partenaires militaires et économiques, les Amérindiens deviennent un problème de société qu'il faut régler au plus tôt. L'assimilation à la civilisation coloniale devient l'outil préconisé par les Britanniques. La sédentarisation des Autochtones doit être favorisée à tout prix. Des terres réservées à l'usage des Amérindiens, prises à même des territoires leur appartenant, sont délimitées. Au milieu du XIXe siècle, Kitigan Zibi, Pessamit et Mashteuiatsh deviennent alors les premières réserves modernes du Québec. Le 30 août 1851, le gouverneur de l'Union loue des terres au Québec et décide d'y placer ces « sauvages » que l'on veut sédentariser, contrôler, alors que depuis quelque temps, devant l'invasion constante de leurs territoires et la violation de leurs droits ancestraux, leur mécontentement ne cesse de grandir. En constituant ces réserves, on espère se ménager un accès plus facile aux ressources minières.

## Besoin d'un statut juridique autochtone
De plus, il faut définir un statut juridique pour ces Indiens. En 1850, on établit donc le terme « Indien » de façon assez souple et inclusive. Toutefois, dès l'année suivante, le Parlement modifie les critères pour les rendre beaucoup plus restrictifs. Il faut que la loi respecte mieux les valeurs civilisatrices des conquérants. À partir de 1851, un non-Indien mariant une Indienne et les descendants d'une Indienne mariée à un « Blanc » sont exclus du statut d'Indien.

## Contenu de la loi
Quelques années plus tard, en 1857, est adoptée une loi visant ouvertement l'assimilation des Indigènes. Au cœur de cette loi se trouve le concept d'émancipation. En renonçant à son patrimoine, un membre d'une tribu amérindienne de sexe masculin répondant à certaines conditions peut devenir un citoyen à part entière. Un Indien âgé de 21 ans, parlant français ou anglais, ayant reçu une éducation élémentaire, réputé de bonne moralité et sans dettes, peut être déclaré émancipé ou cessé d'être considéré comme un Indien. Ce faisant, il devient un citoyen au même titre que les autres. Pour favoriser cette pratique, on accorde aux Indiens émancipés un titre de propriété absolu sur une terre de 20 hectares dans une réserve, plus leur part d'annuités versées auparavant à la bande. Dans la réalité, l'obtention de ce titre de propriété par un Indien émancipé permet l'éclatement des communautés par l'intérieur. Non seulement les collectivités perdront des membres les uns après les autres, mais elles perdront des espaces territoriaux sur des terres réservées déjà extrêmement exiguës. Les gouvernements tribaux viennent de perdre le contrôle exclusif sur les terres des réserves.

## Contrôle gouvernemental accru sur l'identité autochtone
L'Acte pour encourager la Civilisation graduelle constitue également une autre étape vers le contrôle gouvernemental des décisions relatives au statut d'Indien. Bien que le processus soit amorcé en 1850 avec l'adoption d'une loi sur les terres du Bas-Canada, qui définit le terme indien aux fins d'un droit de résidence dans les réserves, la nouvelle loi lance le mécanisme d'émancipation qui va retirer à d'autres personnes d'ascendance et de culture indienne, leur statut et leur appartenance à la bande. De plus, l'Acte pour encourager la Civilisation graduelle maintient et renforce le sexisme exprimé dans la définition d'Indien, puisque l'émancipation d'un homme entraîne automatiquement celle de son épouse et de ses enfants. Enfin, le ton et les buts de cet acte, en particulier les dispositions sur l'émancipation qui affirment la supériorité de la culture et des valeurs coloniales, annoncent également le début d'un processus de dépréciation et d'érosion de l'identité culturelle indienne. Il s'agit donc du commencement d'une lutte psychologique contre l'identité indienne que viennent renforcer les interdictions contenues dans la Loi sur les Indiens qui se dessine à l'horizon.

## Lois connexes de cette époque sur la gouvernance et l'assimilation des peuples autochtones
En 1851, l’Acte pour mettre à part certaines étendues de terre pour l'usage de certaines tribus de sauvages dans le Bas-Canada mène à la création de réserves.
En vertu de l’Acte concernant les Sauvages et les terres de Sauvages de 1860, les « étendues de terres » visées par la loi de 1851 devaient être réservées par arrêté en conseil et « transférées au commissaire des terres des sauvages pour le Bas Canada, et par lui administrées ».
L'Acte pourvoyant à l'émancipation graduelle des Sauvages est une loi adoptée en 1869 qui précède l'adoption de la Loi sur les Indiens ou Acte des Sauvages.
L'Acte des Sauvages de 1876 est le premier nom français de la Loi sur les Indiens.